# 长毛长蒴苣苔
长毛长蒴苣苔（学名：Didymocarpus villosus），为苦苣苔科长蒴苣苔属下的一个植物种。